# Sala hipóstila talayótica

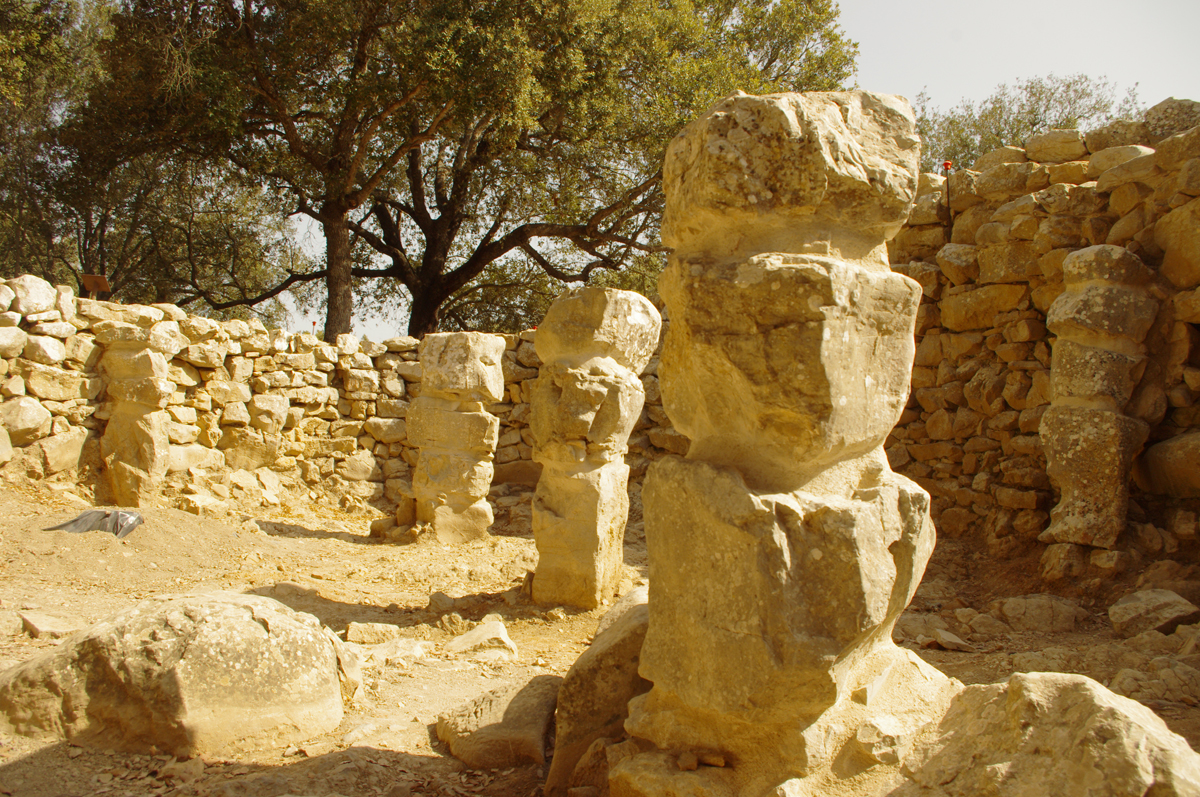
Sala hipóstila del poblado talayótico de Ses Païsses.

Las salas hipóstilas son un tipo de edificio de época talayótica de Menorca y Mallorca de los cuales se tiene muy poca información. Su nombre se debe al hecho de que en su interior hay una o varias columnas que sostienen un techo construido a partir de grandes losas planas de piedra. Las más destacadas son la de Torre d'en Galmés, la de Torralba, la de Talatí de Dalt y la des Galliner de Madona.

## Aspectos generales
Se han documentado un número relativamente importante de este tipo de monumentos, pero debido a las pocas excavaciones antiguas y a la reutilización de estos espacios a lo largo de la historia por diferentes usos, poca es la información arqueológica que nos han proporcionado. Su cronología es incierta, pero parece que se situarían entre el inicio del Talayótic y el Talayótic final. Se trata generalmente de edificios de un solo cuarto, construidos a partir de la técnica ciclópea con una o varias columnas que sostienen un techo construido a partir de grandes losas planas, formando un techo que podría ir cubierto por una capa de barro y restos vegetales. Se diferencian dos tipos, las que se encuentran dentro de poblados y las que se encuentran aisladas. A pesar de estas dos tipologías, como pasa en otros tipos de edificios talayóticos, su diversidad tipológica es muy grande y puede ser que se considerara como lo mismo, edificios que podrían tener una funcionalidad diferente.
Dentro de las que se encuentran en asentamientos talayóticos podemos nombrar las tres que se han documentado en Torre de en Galmés (2 visibles, una pendiente de excavación). Las tres parecen seguir un mismo patrón y se encuentran adosadas a un círculo de habitación. Este hecho hizo plantear a algunos investigadores que se tratase de lugares dedicados al almacenamiento.

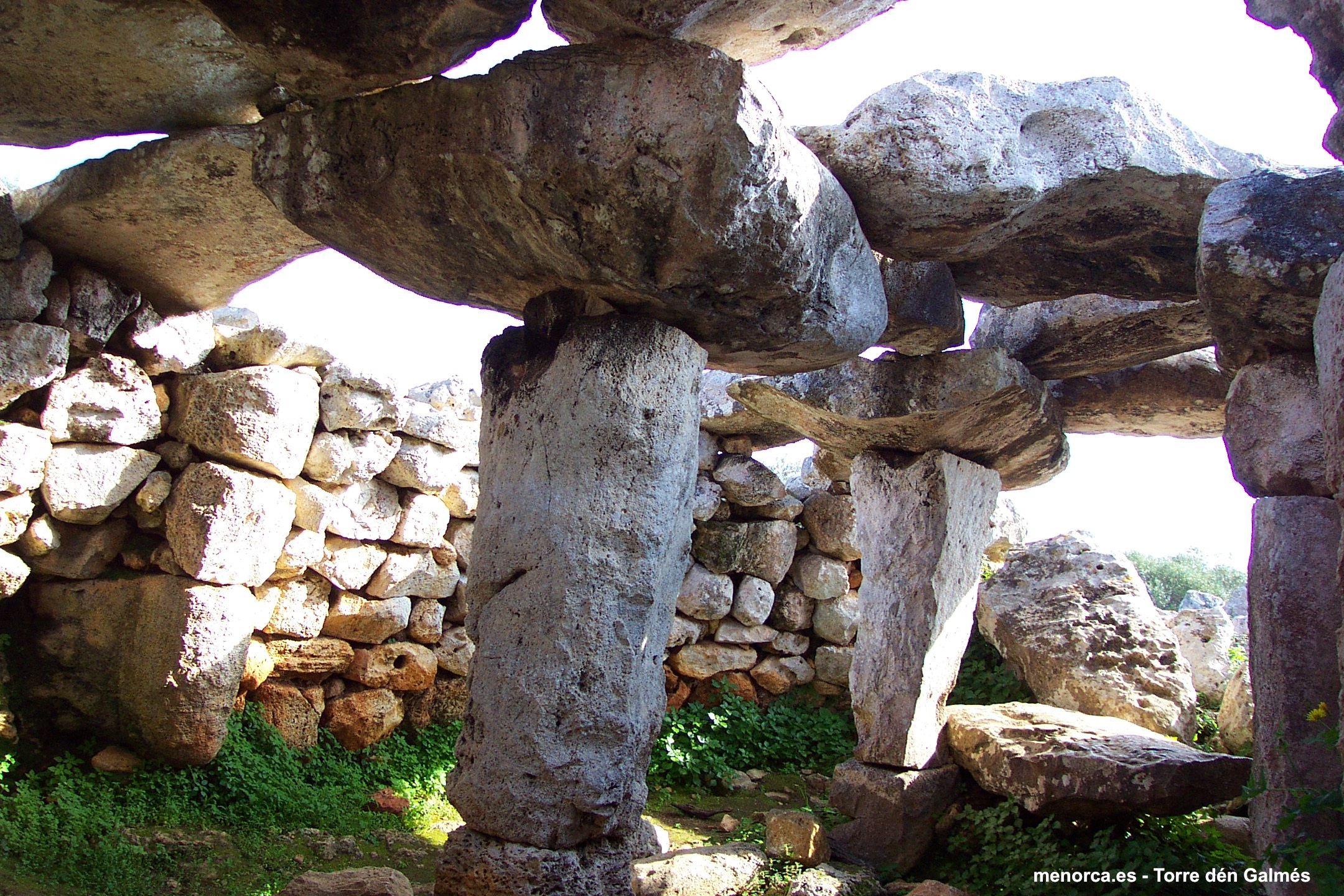
Interior sala hipóstila de Torre d'en Galmés (Alayor, Menorca). Fotografía Consejo Insular de Menorca.

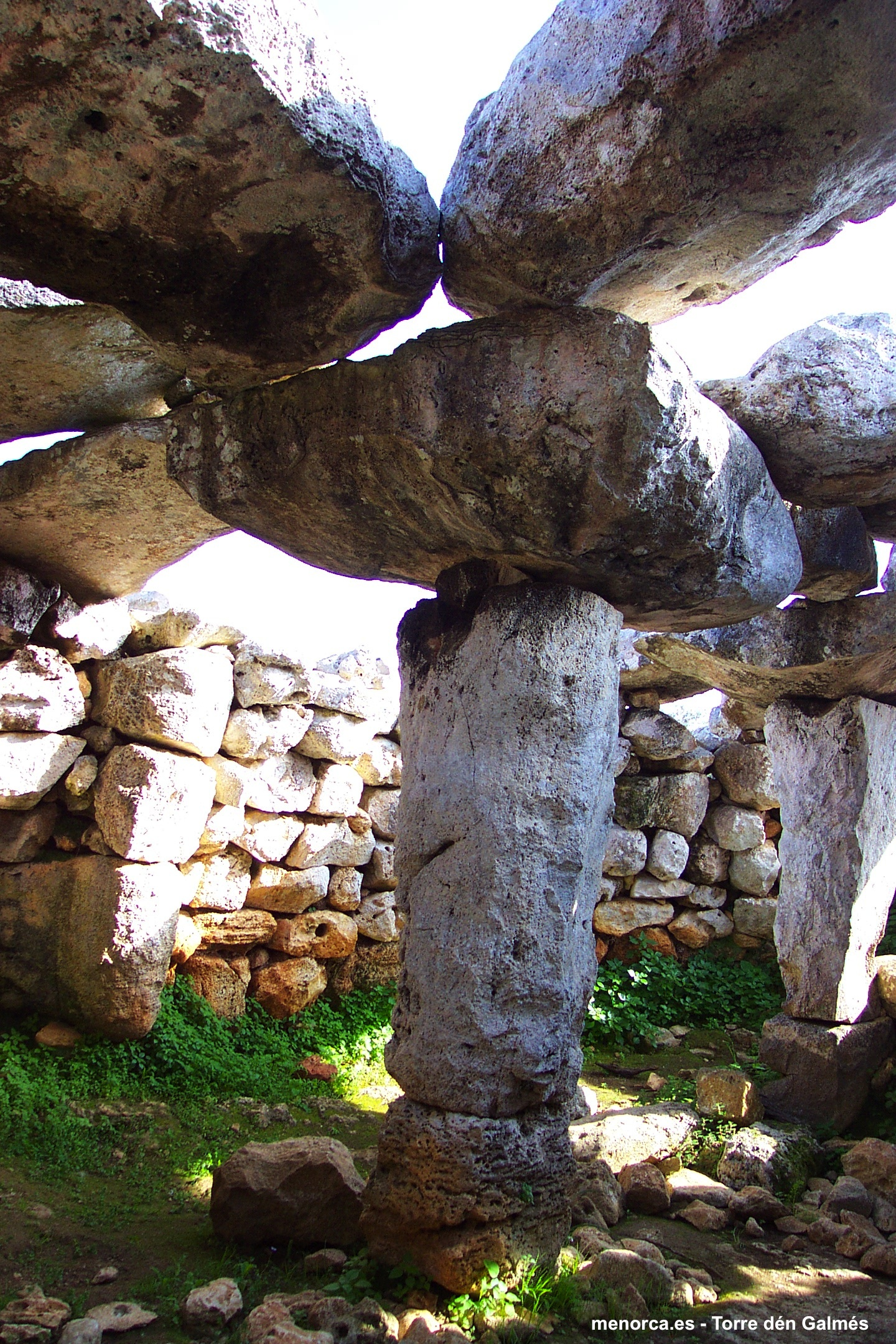
Sala Hipóstila de Torre d'en Galmés (Alayor, Menorca), detalle de la columna. Fotografía Consejo Insular de Menorca

En Talatí de Dalt también se ha documentado una sala hipóstila muy diferente a las documentadas en Torre de en Galmés. Se trata de un aposento de planta cuadrangular, casi subterránea, con una columna que sostiene un techo de losas de piedra con un grueso considerable de techo vegetal (tierra).
Otros como la sala hipóstila des Galliner de Madona es un edificio aislado y exento, construido con grandes piedras. Su planta  de forma semicircular contrasta con las otras salas descritas hasta ahora. En su interior sigue el mismo patrón constructivo que las otras, un conjunto de columnas (la mayoría pol·lilíticas) que sostienen un techo de losas planas de piedra.

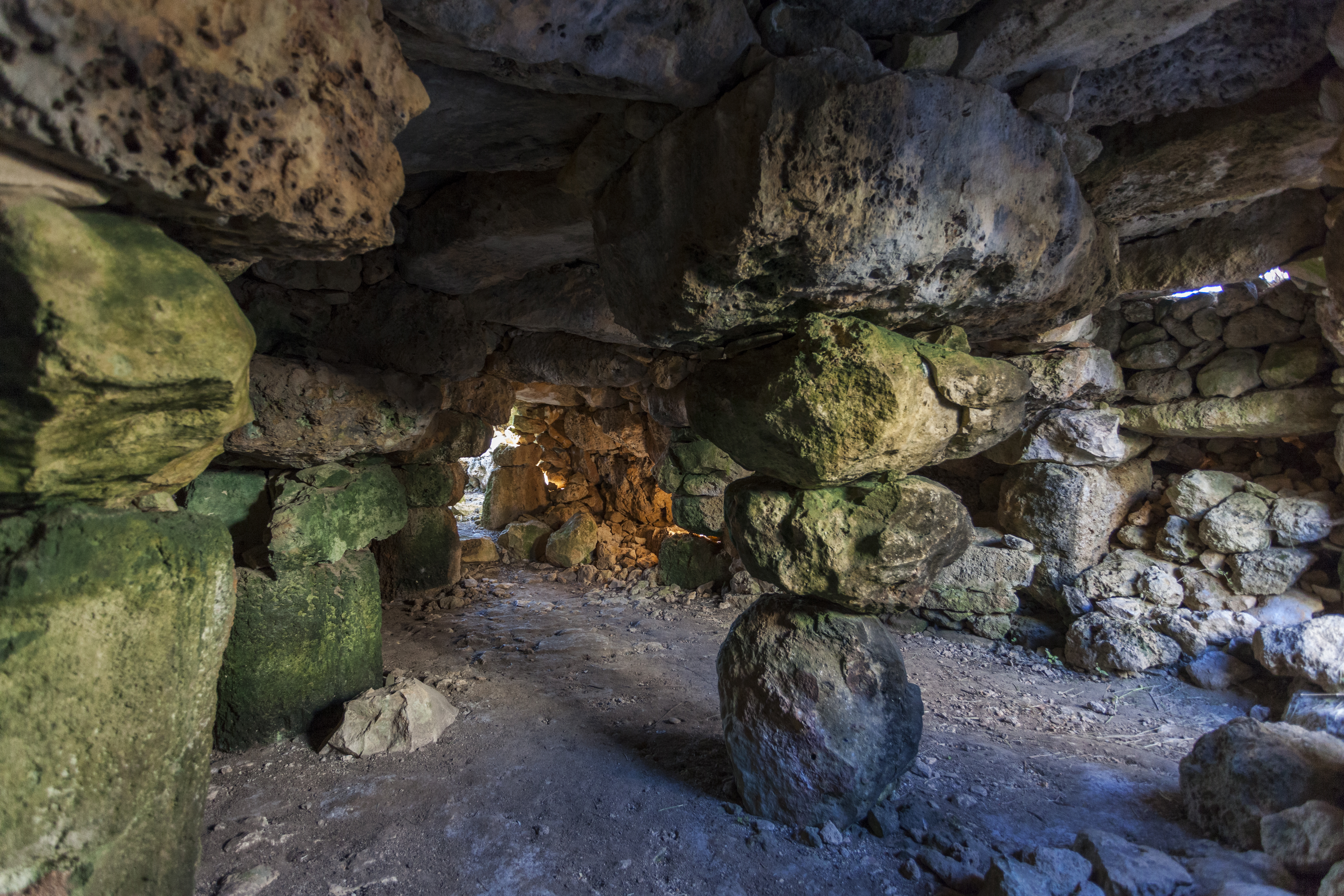
Interior de la Sala hipóstila conocida como Galliner de Madona (San Cristóbal - Menorca). Fotografía Consejo Insular de Menorca.

La gran mayoría de investigadores están de acuerdo en darle a este tipo de construcción una función de almacenamiento o de resguardo para el rebaño, pero la falta de resultados arqueológicos y la gran diversidad tipológica hace difícil concluir que estos edificios respondan todos a una misma función y cronología. Sería oportuno realizar excavaciones en alguna de estas estructuras para aportar nueva información.

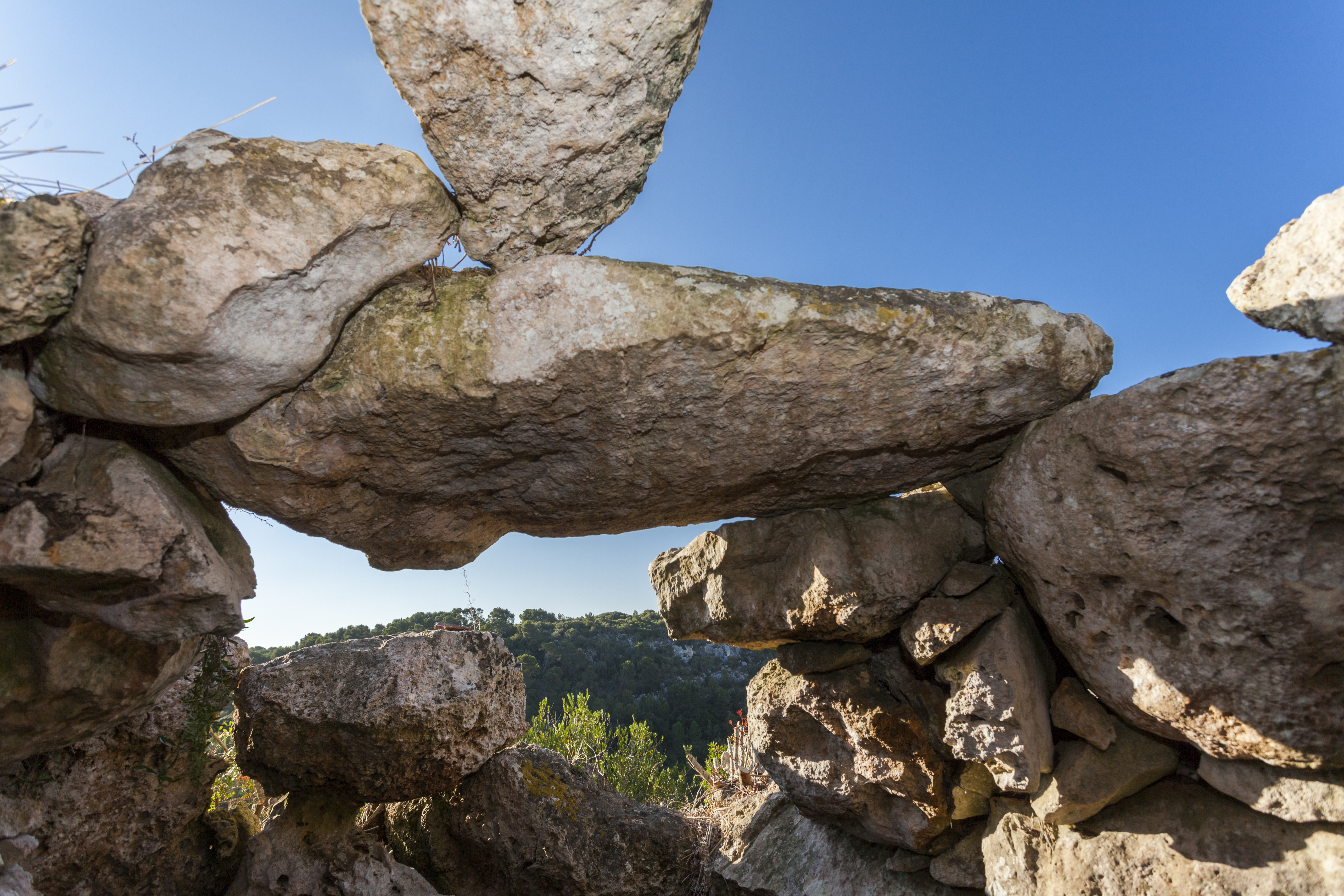
Parte del techo de la sala hipóstila conocida como Galliner de Madona (San Cristóbal - Menorca). Fotografía Consejo Insular de Menorca.

## Menorca Talayótica Patrimonio de la Humanidad
Menorca Talayótica es un bien inscrito en la Lista del Patrimonio Mundial de la UNESCO en 2023. Se trata de un conjunto de yacimientos arqueológicos que testimonian una cultura prehistórica insular excepcional, caracterizada por una arquitectura ciclópea única. La isla conserva monumentos exclusivos como las navetas funerarias, las casas circulares, los santuarios de taula y los talayots, que se mantienen en plena armonía con el paisaje menorquín y su relación con el firmamento.
Menorca cuenta con uno de los paisajes arqueológicos más ricos del mundo, modelado por generaciones que han preservado el legado talayótico. Tiene la mayor densidad de yacimientos prehistóricos por superficie en una isla y es un símbolo de su identidad insular.
Esta zona se divide en nueve áreas que cubren yacimientos y paisajes asociados, con una cronología que va desde la aparición de las construcciones ciclópeas alrededor del 1600 a. C. hasta la romanización en el 123 a. C. El valor excepcional de sus monumentos y paisajes llevó a su inscripción en la Lista del Patrimonio Mundial de la UNESCO en 2023.